# Rebelião em La Paz em 2003
A Rebelião em La Paz em 2003, comumente referida como Fevereiro Negro (em castelhano:  Febrero Negro), foi um período de desordem civil em La Paz, Bolívia, que ocorreu entre 12 e 13 de fevereiro de 2003. Os distúrbios foram instigados pela imposição de um imposto salarial progressivo — apelidado de impuestazo — destinado a cumprir a meta do Fundo Monetário Internacional de reduzir o déficit fiscal do país de 8,7% do PIB para 5,5%. A legislação mobilizou diversos grupos contrários à proposta, incluindo setores empresariais, sindicais e universitários.
O auge da agitação pública ocorreu quando o Corpo de Polícia Nacional se amotinou contra o governo, levando a violentos confrontos armados entre a polícia e o Exército. No segundo dia de tumultos, o governo e a polícia chegaram a um acordo, e a aplicação da lei reprimiu os distúrbios, quando multidões apedrejaram o Palacio Quemado, incendiaram o Gabinete da Vice-Presidência e do Ministério das Finanças e atacaram outros edifícios públicos e municipais. O número oficial de mortos foi listado em trinta e uma mortes e 268 feridos, com a Organização dos Estados Americanos atribuindo toda a responsabilidade pela sublevação social à Polícia Nacional. Um total de dezenove pessoas foram indiciadas, e o julgamento contra elas foi instaurado em 2008. No entanto, o processo judicial está parado desde então.